# Wassy
 Wassy  es una población y comuna francesa, en la región de Champaña-Ardenas, departamento de Alto Marne, en el distrito de Saint-Dizier. Es el chef-lieu del cantón de Wassy.
Wassy fue subprefectura hasta la supresión del distrito en 1926. Cuando este se restauró en 1940 la subprefectura pasó a Saint-Dizier.

## Demografía
| 3152 | 3286 | 3228 | 3316 | 3291 | 3294 |
| Para los censos de 1962 a 1999 la población legal corresponde a la población sin duplicidades (Fuente: INSEE [Consultar]) |      |      |      |      |      |